# Ejercicio Cooperación
El Ejercicio Cooperación es un ejercicio militar desarrollado por las fuerzas aéreas pertenecientes al Sistema de Cooperación entre las Fuerzas Aéreas Americanas (SICOFAA). El ejercicio tiene el objetivo de entrenar a las distintas fuerzas aéreas en materia de ayuda humanitaria mediante el ejercicio de procedimientos de planificación, ejecución y control de operaciones en situaciones de desastres.
La primera edición fue realizada en octubre de 2010, unos meses después del terremoto de Chile de 2010.

## Participantes
En el Ejercicio Cooperación participan militares de:
- Argentina
- Brasil
- Bolivia
- Canadá
- Chile
- Colombia
- Estados Unidos
- Panamá
- Perú
- Honduras
- Ecuador
- República Dominicana
- México
- Paraguay
- Uruguay